# 管楫
管楫（1478年—？），字汝濟，號平田，陝西西安府咸寧縣（今屬西安市）人，明朝政治人物。

## 生平
陝西鄉試第五十名舉人。正德六年（1511年）辛未科二甲第五十二名進士。授刑部主事，升吏部文选郎中。能以清苦自持。嘉靖初历官通政使司提督誊黄右通政，十年（1531年）七月升太常寺卿提督四夷馆，十三年官至都察院右副都御史、山東巡撫，整肃官方，甫五月齐鲁翕然称治，因为母亲年老，十四年二月以疾乞回籍调理。行李萧然，图书外别无长物。

## 墓葬
管楫夫妇合葬墓，1987年发现于西安市南郊金乎沱村北净水厂。共有三座管氏家族墓，包括管楫父母竹魚先生管鲸与夫人王氏合葬墓、管楫夫妇合葬墓、竹木管朴夫妇合葬墓。

## 家族
曾祖父管裕；祖父管英；父親管鯨。母王氏。慈侍下。兄管籥（學録）、管相、管栩。弟管樟、管朴（驿丞）。